# チュメニ油田
チュメニ油田（チュメニゆでん）とは、ロシア連邦の西シベリアのチュメニ州とトムスク州にまたがる油田。西シベリア低地一帯に広がっている。中心はオビ川中流域に位置するサモトロール油田。

## 概要
1953年にガス田が発見されたことにより、一気に開発が進んだ。最盛期にはソビエト連邦で最大規模の原油生産量を誇った。採掘された原油・天然ガスはパイプライン輸送により近隣のウラル連邦管区などのコンビナートに送られ、ソビエト連邦の経済を下支えした。1960年代に田中角栄首相や財界資源派を中心とした日本政府との間で油田開発構想が浮上したが立ち消えとなった。
1973年には再び共同開発計画が浮上し、一時は日本とソ連の協力の目玉事業となったが、1974年には日ソ経済合同委員会が暗礁に乗り上げ、構想は再び立ち消えとなった。
現在でもロシア最大の産油地帯である。ソビエト連邦崩壊前後より、資源の枯渇や施設の老朽化などにより一時産出量が落ちこんでいたが、西側の技術導入によって増産に転じた。